# Duane Bryers
Duane B. „Dick“ Bryers (* 2. Juli 1911 im Luce County, Michigan; † 30. Mai 2012 in Tucson, Arizona)  war ein US-amerikanischer Maler und Illustrator.

## Leben
Duane Bryers war der Sohn von Samuel Edward Bryers (1877–1965) und dessen Frau Winifred „Winnie“ Dawn Bryers, geborene Myers (1883–1956). Er hatte drei Brüder und zwei Schwestern. Seine Kindheit verbrachte er zunächst auf der elterlichen Farm auf der oberen Halbinsel von Michigan. Als er zwölf Jahre alt war, zog die Familie nach Virginia, Minnesota, wo er bis 1939 lebte. Danach hatte er Ateliers in Chicago und in New York City.
Nach dem Zweiten Weltkrieg heiratete er in erster Ehe Phyllis D. McFarland, mit der er einen Sohn und zwei Töchter bekam. Ab 1959 lebte er auf einer Ranch bei Tucson, Arizona. 1964 wurde er geschieden. Er lernte seine zweite Frau Denise „Dee“ Ray (* 3. November 1924; † 29. Januar 2002) kennen und lebte mit ihr in den frühen 1970er Jahren in einem mexikanischen Dorf, 90 Meilen von Mexiko-Stadt entfernt. 1975 verließen sie Mexiko. Sie erwarben ein Stück Land in Sonoita und errichteten 1980 darauf ein Haus, das Bryers als „The Mud Hut“ bezeichnete.
Dee starb 2002 und Duane Bryers kehrte zurück nach Tucson. Er starb wenige Wochen vor seinem 101. Geburtstag.

## Wirken
1937 gewann Bryers mit einem Wandgemälde zum Thema Bergbaugeschichte in Minnesota erstmals einen Geldpreis.
Er nahm 1942 mit seinem Plakatentwurf This is the Enemy beim National War Poster Competition des New York Museum of Modern Art in der Kategorie C „The  Nature of the Enemy“ teil. Das Poster war in einem Artikel des Magazins Life abgedruckt. Schon in seiner Zeit an der Flugmechanikerschule der US Army Air Forces von 1943 bis 1946 verdiente er sich mit sogenannter „girlie art“ auf Flugzeugrümpfen (nose art) nebenbei etwas Geld. Für die Zeitung der Militärbasis zeichnete er Poster und Comicstreifen mit der von ihm erfundenen Figur Cokey.
Bryers illustrierte nach seiner Militärzeit hauptsächlich Kalender mit dem Thema „Der amerikanische Westen“, die bei Brown & Bigelow in Saint Paul, Minnesota, veröffentlicht wurden. 1974 illustrierte er auch Buch The Bunkhouse Boys from the Lazy Daisy Ranch, dessen Text seine zweite Frau Dee schrieb. Berühmt wurde er allerdings für seine Schöpfung Hilda, ein lebenslustiges, molliges Pin-up-Girl, von der er, beginnend im Jahr 1956, etwa 250 Zeichnungen angefertigt hatte. Auch Hilda erschien auf Kalendern bei Brown & Bigelow. Die Figur erfuhr bis in die 1980er Jahre Bekanntheit und wurde ein Jahr nach Bryers Tod wiederentdeckt. Neben der real existenten Pin-up-Ikone Betty Page war Hilda in den 1950er Jahren das am häufigsten abgebildete Pin-up-Girl.
Bryers gehörte der siebenköpfigen Künstlergruppe Tucson 7 an. Beim Tucson Art Festival wurde er 1987 als Künstler des Jahres geehrt. Er stellte auch beim „Prix de West“ in der National Cowboy Hall of Fame in Oklahoma City aus, in deren Sammlung sich einige seiner Bilder befinden. Dort wurde er 1980 anlässlich einer Einzelausstellung mit der Trustees Gold Medal for Outstanding Contribution to Western Art ausgezeichnet. Ebenso nahm er an Jahresausstellungen in Houston, der sogenannten Western Heritage Show, teil. Im Tucson Museum of Art befindet sich seit November 2013 das Duane Bryers Studio (DBS).